# Odonaspis tsinjoarivensis
Odonaspis tsinjoarivensis är en insektsart som beskrevs av Mamet 1954. Odonaspis tsinjoarivensis ingår i släktet Odonaspis och familjen pansarsköldlöss.
Artens utbredningsområde är Madagaskar. Inga underarter finns listade i Catalogue of Life.